# Vlakte van de Raan (Nederland)
Het gebied Vlakte van de Raan is onderdeel van het ondiepe zeegedeelte van de Zeeuwse en Zuid-Hollandse Delta. Het is sinds 14 maart 2011 een Natura 2000-gebied.
Het gebied ligt in de monding van de Westerschelde, op de overgang van het estuarium naar de volle zee. De Vlakte van de Raan wordt gekenmerkt door permanent met zeewater overstroomde zandbanken die maximaal 20 meter diep liggen.
Ten zuiden van de Vlakte van de Raan, in Vlaanderen, ligt aansluitend ook een beschermd gebied met dezelfde naam, en ook Het Zwin. Aan de oostkant sluit het Natura 2000-gebied Westerschelde & Saeftinghe aan en de Voordelta aan de noordzijde.